# Austrocactus philippii
Austrocactus philippii är en kaktusväxtart som först beskrevs av Eduard August von Regel och Franz Schmidt och fick sitt nu gällande namn av Franz Buxbaum. 
Austrocactus philippii ingår i släktet Austrocactus och familjen kaktusväxter. Inga underarter finns listade i Catalogue of Life.